# Sandecja Nowy Sącz
Sandecja Nowy Sącz (offiziell Miejski Klub Sportowy Sandecja w Nowym Sączu) ist ein polnischer Fußballklub aus der Stadt Nowy Sącz in der Woiwodschaft Kleinpolen.

## Geschichte
Der Verein wurde 1910 auf Initiative des Chefs der Turnbewegung Sokół, Adam Bieda, gegründet. Der Klubname findet seinen Ursprung im lateinischen Namen Nova Civitas Sandecz. Erster Präsident war Józef Damse. Der Verein spielte bereits 1986/87 und 1991/92 in der 1. Liga, seit 2009 spielt der Verein wieder dort. In der Saison 2016/17 wurde der Verein Meister der 1. Liga, womit erstmals der Aufstieg in die Ekstraklasa gelang. In der folgenden Saison verpasste man den Klassenerhalt und stieg als Letzter wieder ab.

## Frühere Namen
- ab 1920 – Robotniczy Klub Sportowy
- ab 1933 – Kolejowy Klub Przysposobienia Wojskowego
- ab 1945 – Klub Sportowy OMTUR
- ab 1947 – Koło Sportowe Sądeckiego Oddziału ZZK
- ab 23. März 1957 – Kolejowy Klub Sportowy (unter der Schirmherrschaft von ZNTK Nowy Sącz)
- ab 1963 – Komunikacyjny Klub Sportowy
- seit 27. Juni 1999 – Miejski Klub Sportowy

## Stadion
Am 1. Mai 1970 wurde das heutige Stadion offiziell eröffnet. Das Eröffnungsspiel bestritt die polnische Jugendnationalmannschaft gegen die ungarische. Es endete 2:3, einer der Torschützen war Kazimierz Kmiecik. Im Stadion befanden sich etwa zehntausend Zuschauer. Bis 1998 trug das Stadion den Namen XXV-lecia PRL (deutsch: 25 Jahrestag der Volksrepublik Polen), bevor es ab 2. Juni 2001 in Gedenken an den verstorbenen Priester Władysław Augustynek in Stadion im. Ojca Władysława Augustynka umbenannt wurde. In der Saison 2017/18 in der Ekstraklasa spielte Sandecja im benachbarten Stadion Bruk-Bet des Ligakonkurrenten Bruk-Bet Termalica Nieciecza. Es wird derzeit an einem neuen Stadion in Nowy Sącz gebaut.

## Erfolge
- 1. Liga
  - Meister: 2017
- Polnischer Fußballpokal
  - Viertelfinale: 2013/14

## Spieler
- Marek Świerczewski (1974–1981) Jugend,
- Piotr Świerczewski (198?) Jugend,
- Dawid Szufryn (19??) Jugend, (2003–2008) Spieler,
- Dawid Janczyk (1993–2005) Jugend, (2016–) Spieler,
- Maciej Korzym (2002–2003) Jugend, (2004, 2016–)
- Maciej Bębenek (2009–2010, 2013–)